# Procesa del Carmen Sarmiento

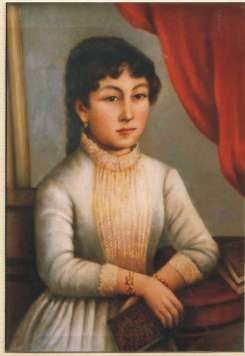
Chân dung của cháu gái

Procesa Sarmiento (ngày 22 tháng 8 năm 1818 - ngày 15 tháng 9 năm 1899) là một họa sĩ và giáo viên tiểu học người Argentina.

## Tiểu sử
Procesa Sarmiento sinh ra ở San Juan, Argentina đến Paula và José Clemente. Bà là người trẻ nhất trong số mười lăm trẻ em. Em trai của bà, Domingo Faustino Sarmiento, đã dạy Procesa đọc và mẹ bà dạy bà làm đồ thủ công. Bà học vẽ và vẽ ở San Juan từ Amadeo Gras. Bà dạy tại trường Cao đẳng Santa Rosa, trong khi vẫn tham gia các lớp học nghệ thuật và các chuyên ngành khác. Do sự phản đối của bà đối với chính phủ Juan Manuel de Rosas, tiến sĩ và hai anh em bà Domingo và Bienvenida buộc phải di cư sang Chile, nơi họ thành lập một trường học ở San Felipe de Aconcagua. Năm 1843, bà chuyển đến Santiago, nơi anh trai bà là một nhà báo. Bà tham gia lớp học với họa sĩ người Pháp Raymond Monvoisin. Năm 1850, bà kết hôn với kỹ sư Benjamin Leloir, họ có hai con gái.

## Trở về Argentina
Năm 1857, gia đình trở về San Juan và sớm chuyển đến Mendoza, nơi Sarmiento thành lập một trường nghệ thuật được trẻ em của gia đình địa phương tham dự, nơi họ vẽ chân dung và vẫn còn sống. Năm 1868, bà trở về đến San Juan. Vào năm 1872, bà dạy vẽ tại trường trung học dành cho nữ sinh, và năm 1878, là chủ tịch của hội từ thiện. Năm 1882, các bức tranh của bà được trưng bày tại Triển lãm Lục địa Buenos Aires và năm 1884, có một cuộc triển lãm được tổ chức ở San Juan, nơi các sinh viên của bà trưng bày các bức tranh của họ. Bà mất năm 1899 ở San Juan.
"Year of Procesa Sarmiento Leloir" được tuyên bố vào năm 2008 để vinh danh sinh nhật lần thứ 190 của bà. Các bức thư của bà được bảo quản trong Bảo tàng Buenos Aires.